# 므르데카 광장 (자카르타)
므르데카 광장(인도네시아어: Medan Merdeka 메단 므르데카[*]→독립광장)은 인도네시아 자카르타에 있는 광장이다.

## 같이 보기
- 모나스